# Montenay
Montenay é uma comuna francesa na região administrativa da Pays de la Loire, no departamento de Mayenne. Estende-se por uma área de 37,2 km². Em 2010 a comuna tinha 1 386 habitantes (densidade: 37,3 hab./km²).